# Centro (sector de Temuco)
Centro es un sector de la ciudad de Temuco, Chile.

## Historia
El sector Centro nació con la actual plaza Manuel Recabarren, y el fuerte que dio origen a la ciudad y que hoy es el Destacamento Tucapel. Luego, creció gracias a la estación de ferrocarriles. En los años 1960, cuando llegó a Temuco la Ruta 5 y el uso del tren empezó a decaer, el centro se trasladó a la plaza Aníbal Pinto y sus alrededores, zona que se consolidó al establecerse allí las grandes tiendas, en la década de 1990.

## Geografía
Se sitúa, como su nombre lo indica, en el centro geográfico de la urbe. Posee una superficie de 2,31 kilómetros cuadrados.

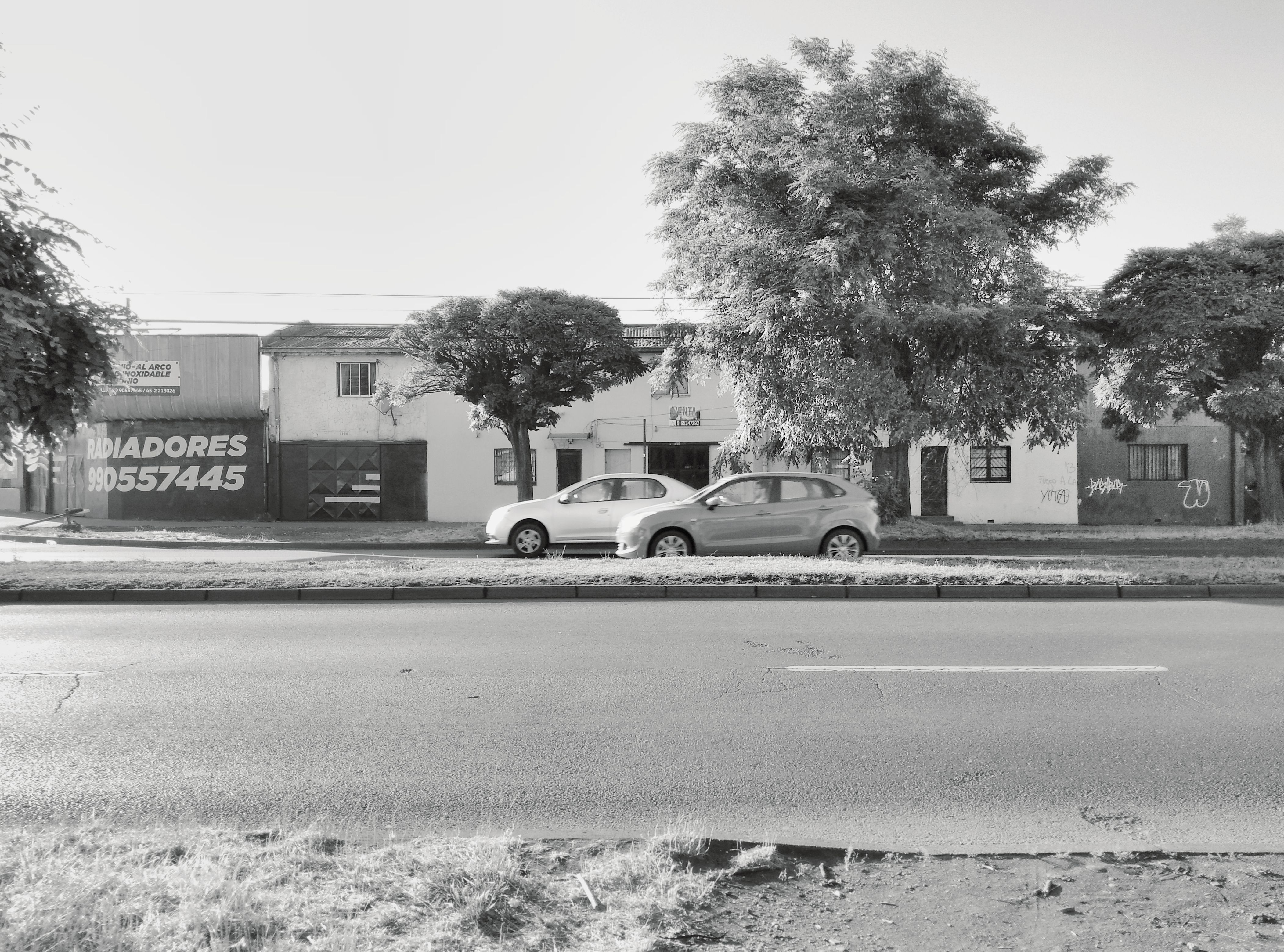
La avenida Caupolicán, donde es el límite entre Pueblo Nuevo y el macrosector Centro.

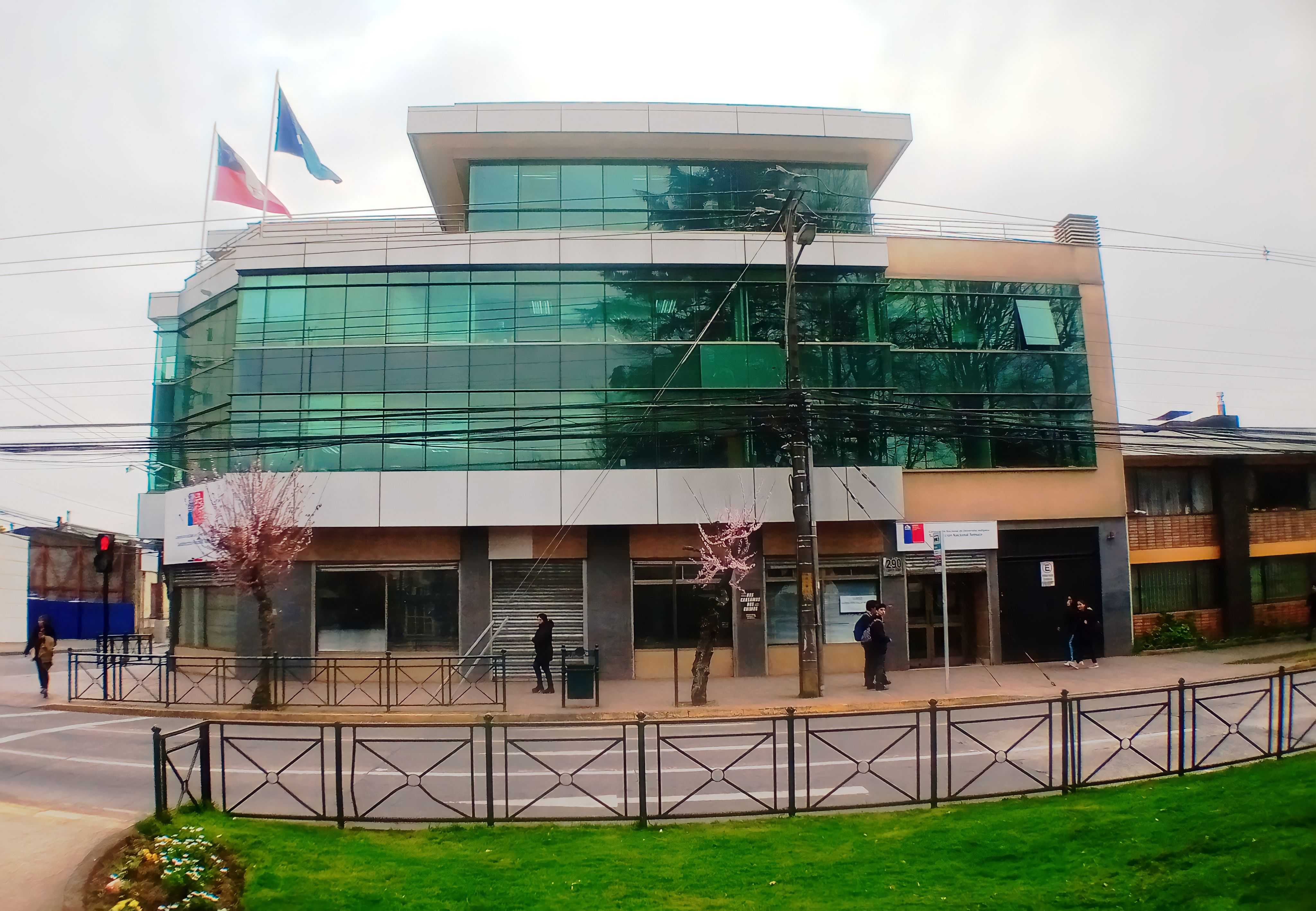
Edificio de la subdirección nacional de la Conadi en Temuco, ubicado frente a la plaza Teodoro Schmidt.

### Sectores limítrofes
El sector Centro limita con los siguientes sectores:

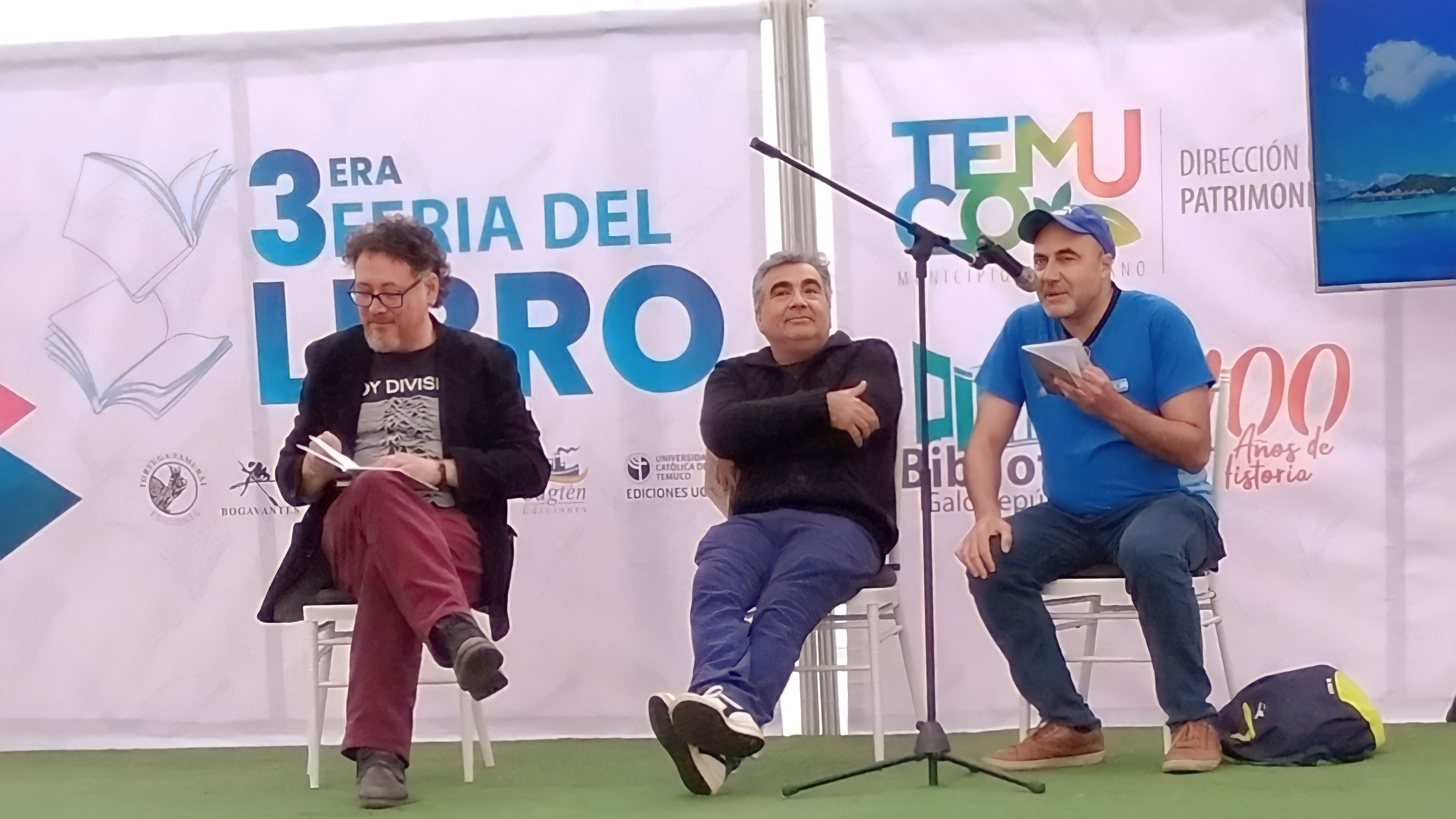
Los escritores Alejandro Anabalón Gamboa, Patricio Gutiérrez Morales y Javier Aguirre Ortiz en la 3.era Feria del Libro de Temuco, realizada en la plaza Aníbal Pinto.

| Noroeste: Pedro de Valdivia | Norte: Pueblo Nuevo | Noreste: Pueblo Nuevo |
| Oeste: Poniente             |                     | Este: Santa Rosa      |
| Suroeste: Universidad       | Sur: Universidad    | Sureste: Santa Rosa   |

## Demografía

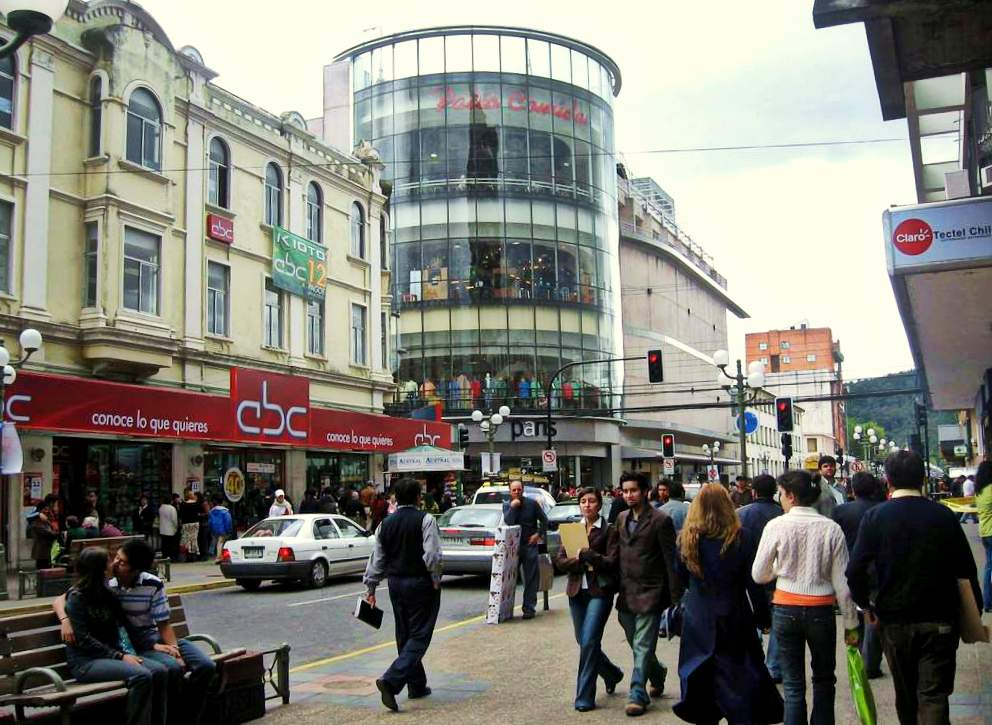
Avenida Arturo Prat.

Posee 11 759 habitantes (censo de 2002), lo que representa el 4,79% de la población de la comuna. Registra una densidad poblacional de 5090 habitantes por 
kilómetro cuadrado.

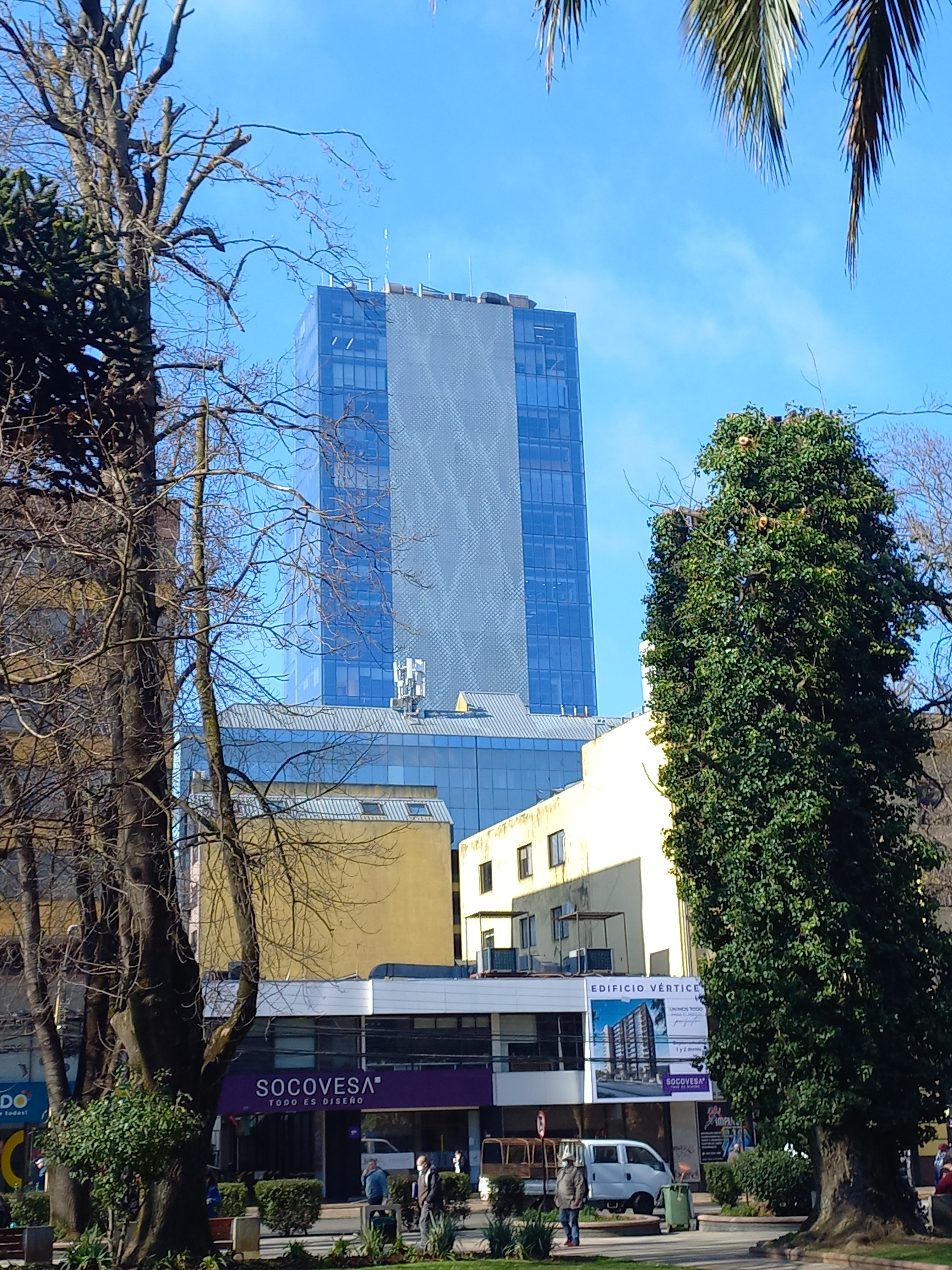
Edificio Capital en Temuco visto desde la plaza Aníbal Pinto.

Durante los últimos años, el Centro se ha ido despoblando, a pesar de las políticas para renovar el sector.

## Transporte
Ya que en el Centro se encuentran los principales comercios y servicios de Temuco, se generan problemas de acceso y congestión vehicular. Sin embargo, estos conflictos se han ido revirtiendo con la aparición del centro comercial Portal Temuco y sus alrededores, ubicados en el sector Poniente.

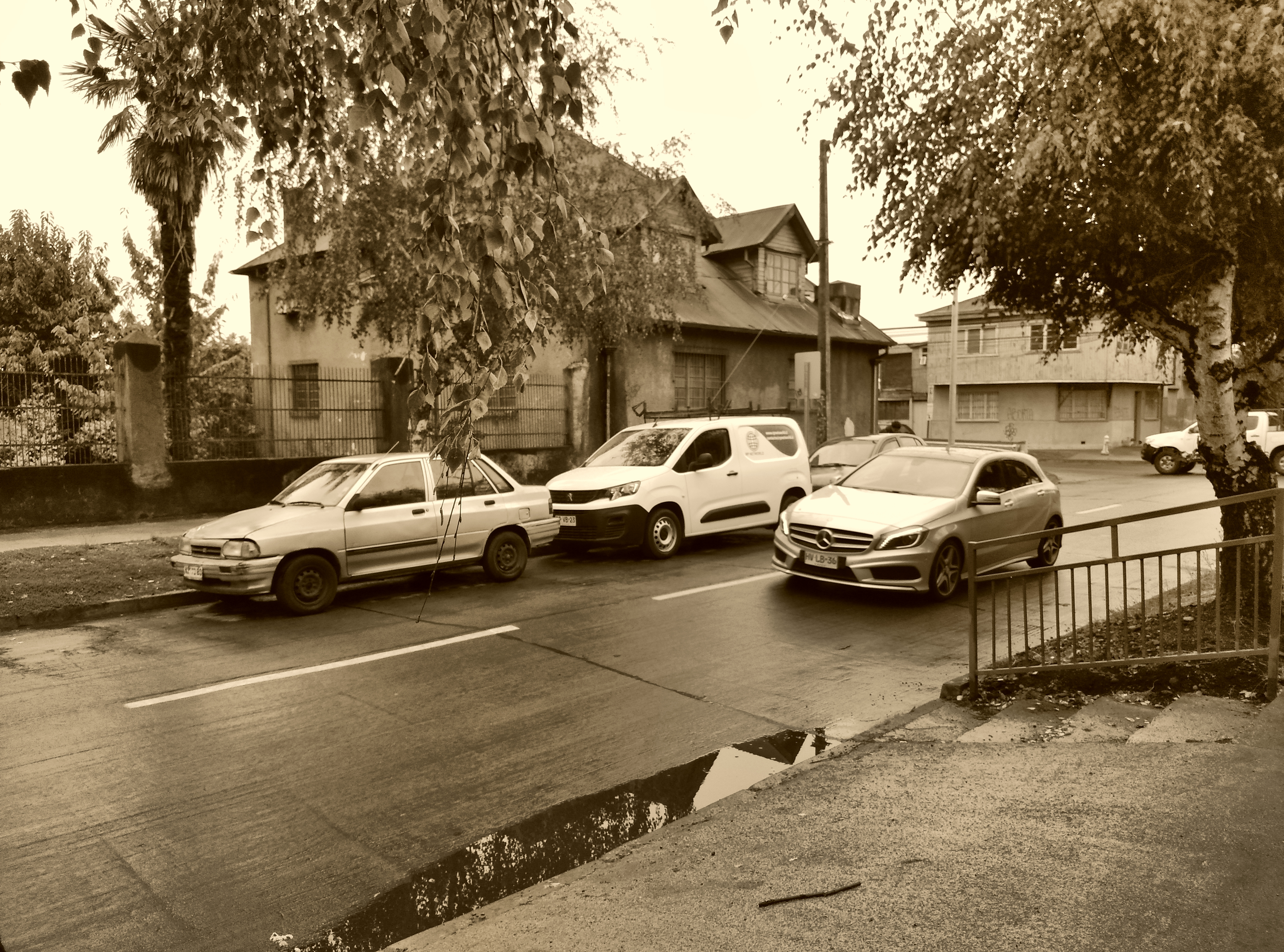
Calle General Cruz.

### Arterias viales
Las principales vías de transporte del sector son:

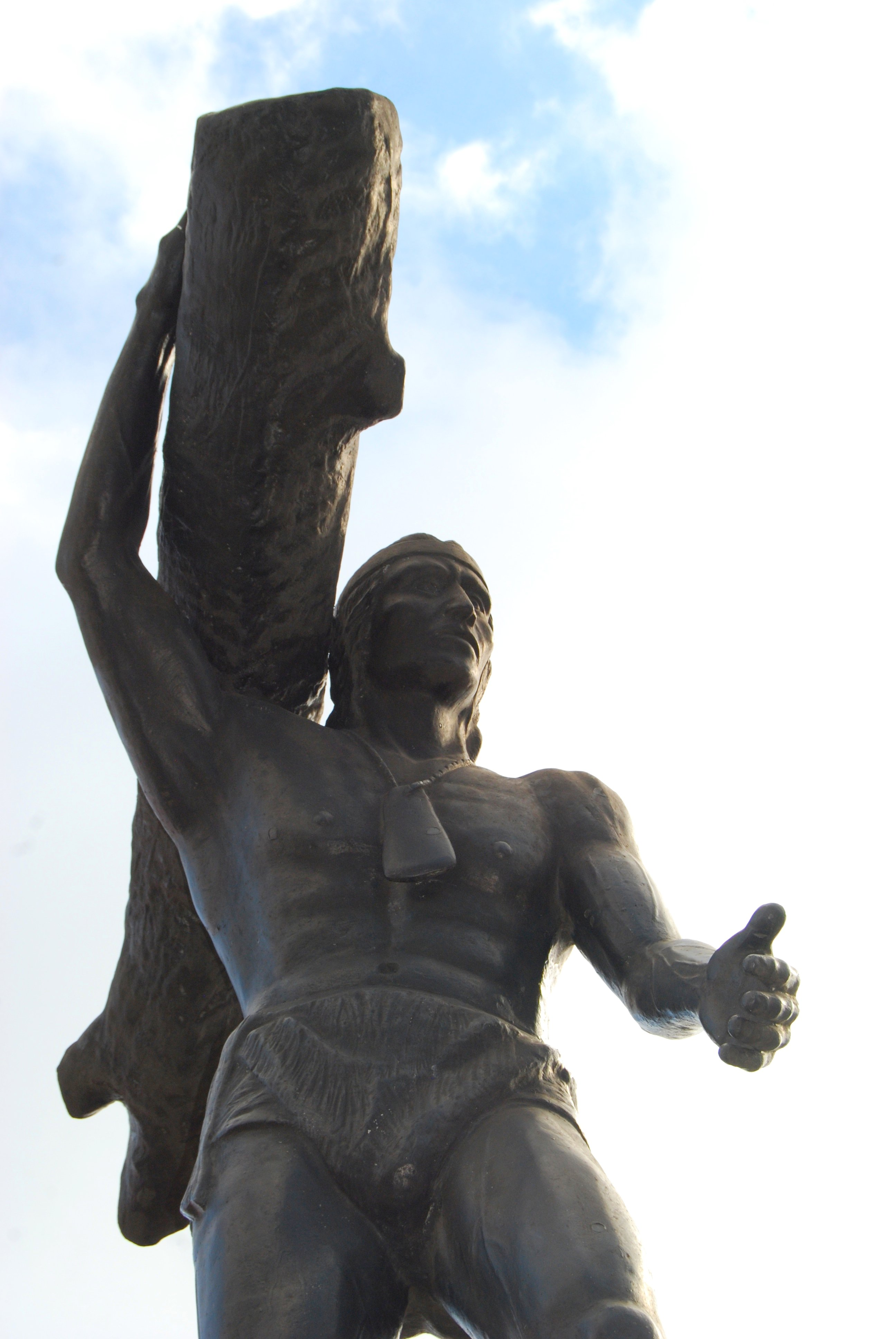
Monumento a Caupolicán.

- calle Arturo Prat.
- avenida Balmaceda.
- avenida Barros Arana.
- avenida Caupolicán.
- ciclovía Temuco-Labranza.
- calle Manuel Montt

## Urbanismo

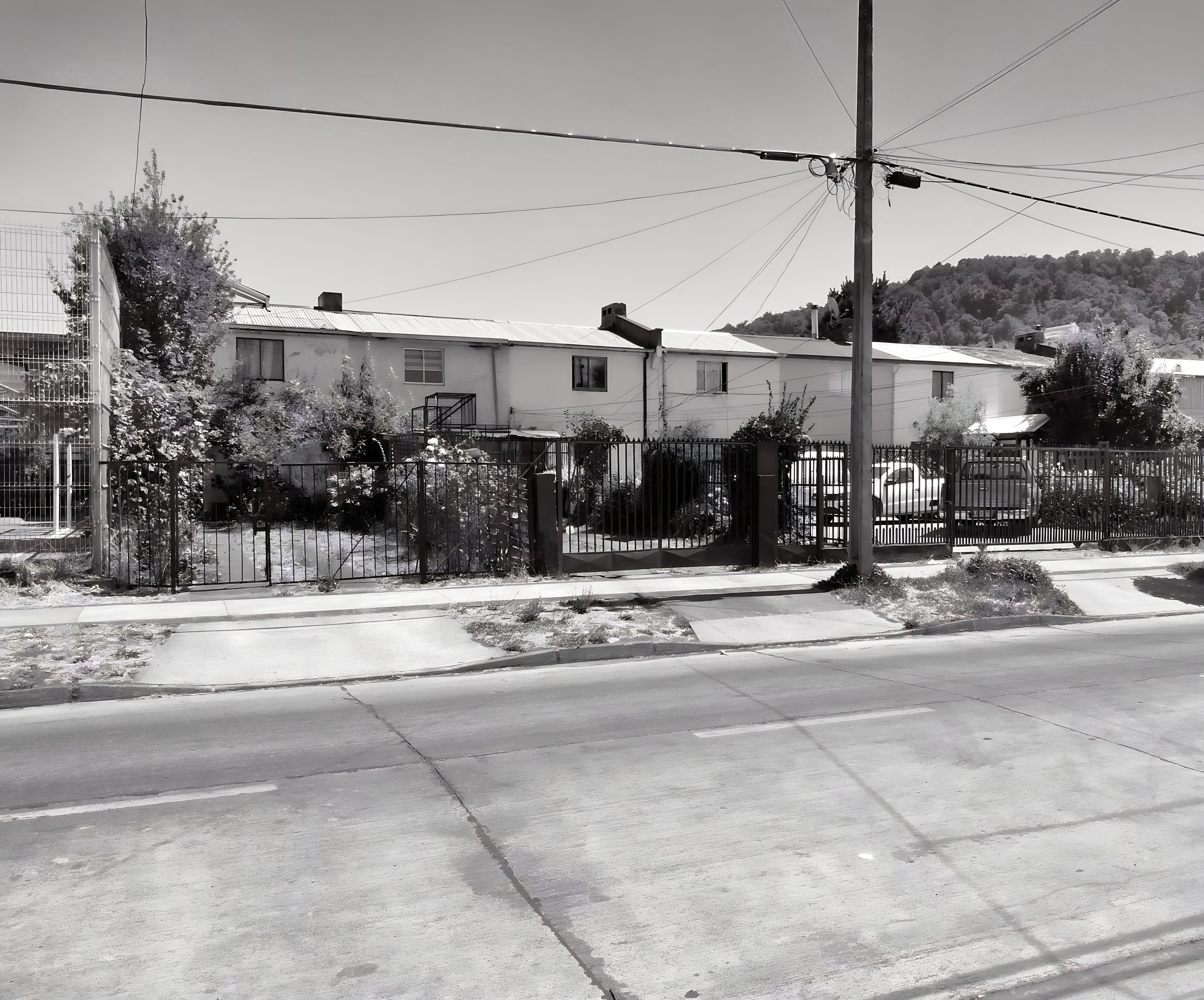
Barrio Tucapel.

Las manzanas cercanas a la plaza de Armas se caracterizan por poseer comercios y servicios en la primera planta, y otros usos como viviendas y oficinas en los niveles superiores. Al alejarse de las cuadras centrales, se aprecia mayor mezcla de uso de suelo en el primer piso, repitiéndose las residencias y los despachos en los pisos de más arriba.

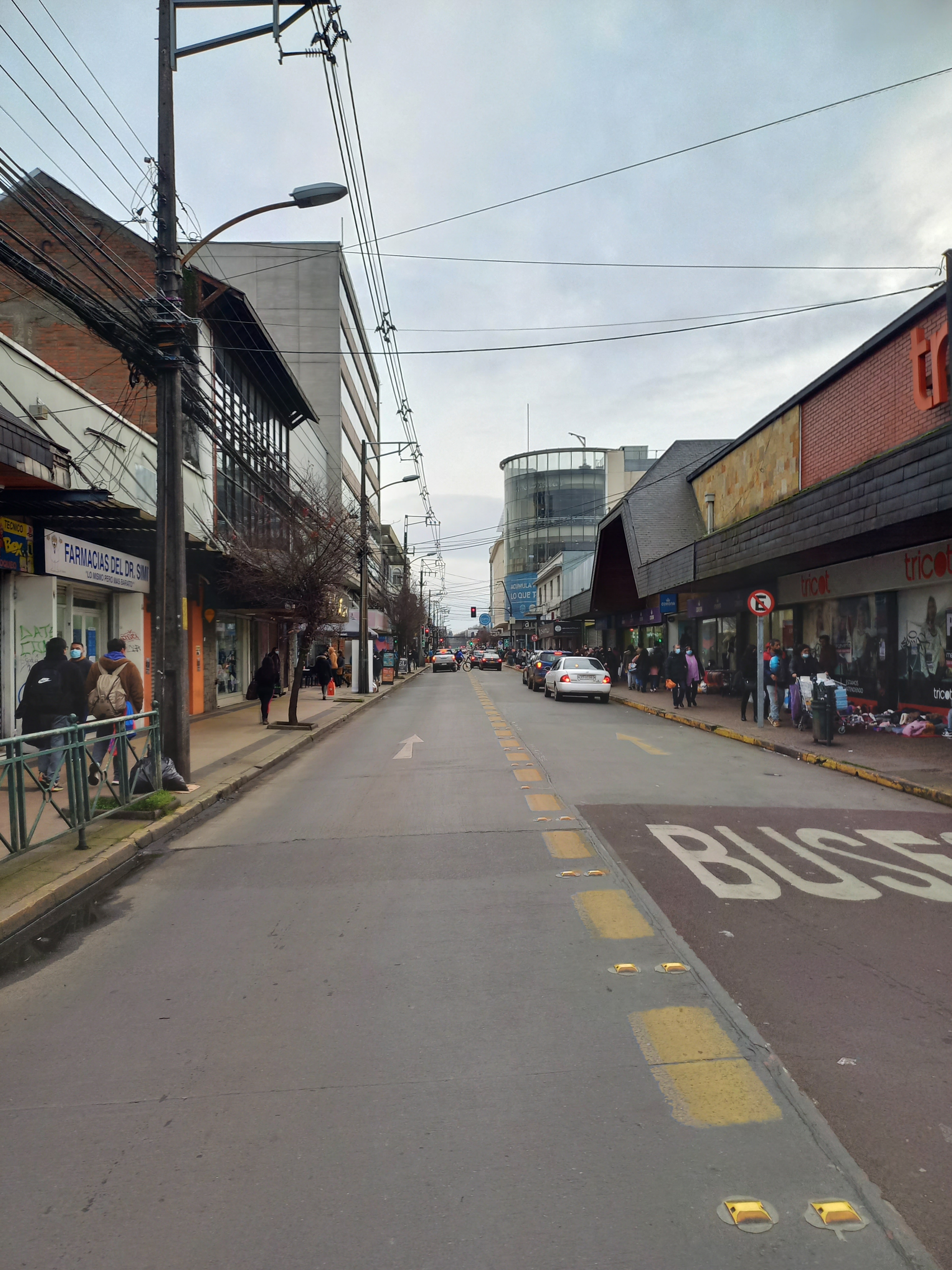
Vista hacia el poniente de la Calle Manuel Montt.

### Hitos urbanos
- Biblioteca Municipal Galo Sepúlveda Fuentes.
- Cancha Coilaco.
- Catedral de San José.
- Cementerio General de Temuco (terrenos ubicados al sur del canal Gibbs).
- Conjunto habitacional ferroviario.
- Feria Horto-Frutícola Mayorista de La Araucanía.
- Feria Pinto (solamente bandejones 1 y 2).
- Gimnasio de La Salle.
- Gimnasio Municipal Bernardo O'Higgins.
- Gimnasio Santo Tomás.
- Iglesia anglicana Santa Trinidad.
- Mercado Modelo (en reconstrucción).
- Monumento a Caupolicán.
- Monumento Roto Chileno.
- Parroquia Corazón de María.
- Parroquia franciscana Nuestra Señora de Lourdes.

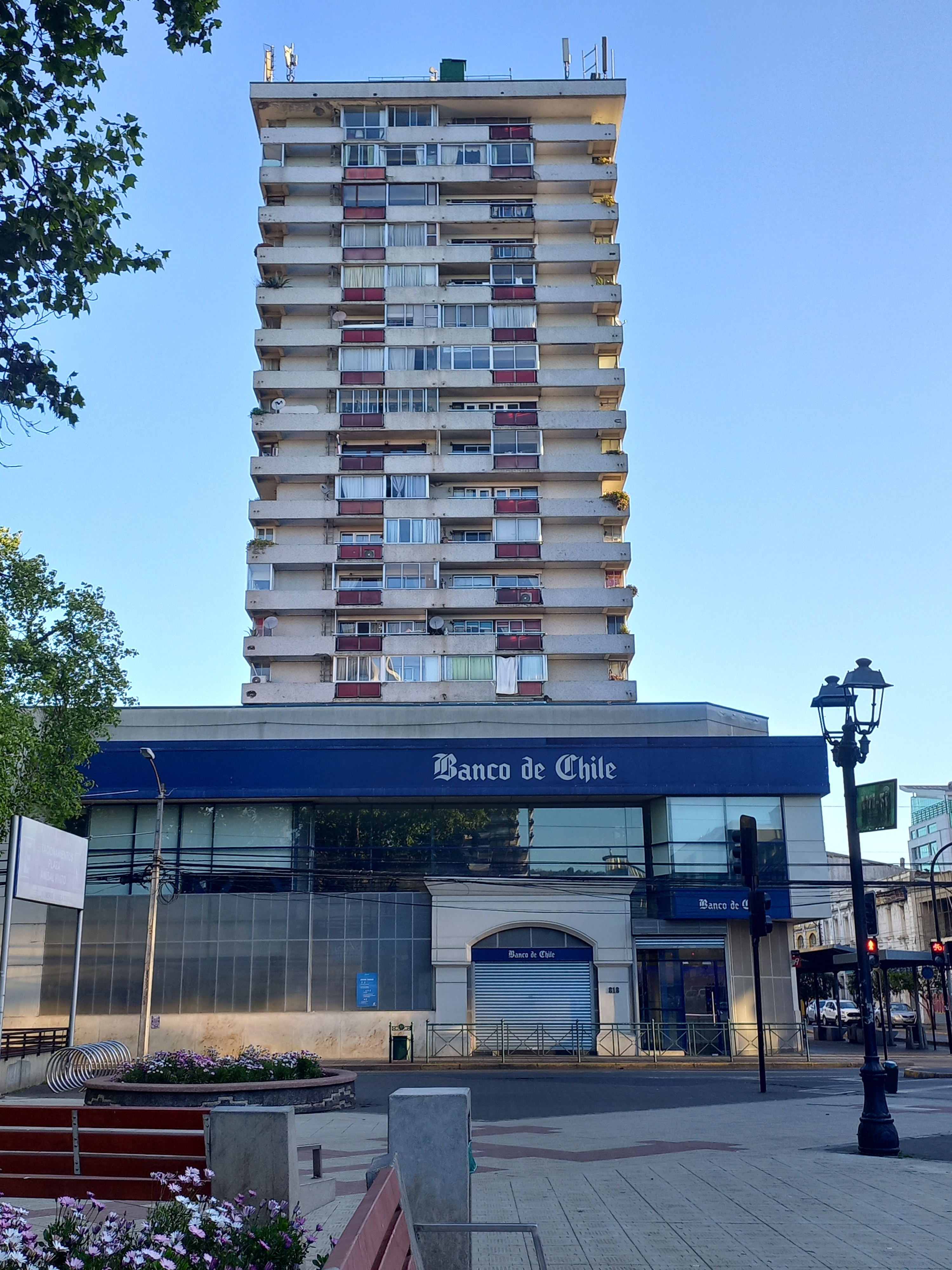
Edificio Banco de Chile.

- Plaza Aníbal Pinto.
- Plaza Manuel Recabarren.
- Plaza Paul Harris.
- Plaza Teniente Dagoberto Godoy.
- Plaza Teodoro Schmidt.
- Plazoleta del Kultrun.

### Edificios
- Edificio Aldunate.
- Edificio Allipén.
- Edificio Arauco.
- Edificio Banco de Chile.
- Edificio Barcelona.
- Edificio Bello.
- Edificio Blanco.
- Edificio Bulnes.
- Edificio Capital.
- Edificio Centro Blanco.
- Edificio Centro Carrera.
- Edificio Centro Lagos.
- Edificio Centro Lagos II.
- Edificio Centro Lynch II.
- Edificio Centro Mayor.
- Edificio Chacay.
- Edificio Claro Solar.
- Edificio Cordillera.
- Edificio Coro Santa Cecilia.
- Edificio del Gobierno Regional de La Araucanía.
- Edificio del Ministerio de Bienes Nacionales.
- Edificio del Ministerio de Obras Públicas.
- Edificio Diario Austral.
- Edificio Don Pedro IV.
- Edificio Doña Carmen.
- Edificio Epicentro.
- Edificio Fourcade.
- Edificio Gomá.
- Edificio Gutiérrez Mora.
- Edificio José Halabi Abud.
- Edificio Kunz.
- Edificio Las Raíces.
- Edificio Lonquimay.
- Edificio Manuel Montt.
- Edificio Marsano.
- Edificio Medisur.
- Edificio Newen.
- Edificio Nexus.
- Edificio Nueva Araucanía.
- Edificio Peñafiel.
- Edificio Plaza.
- Edificio Plaza Centro Recabarren.
- Edificio Portales.
- Edificio Prat.
- Edificio Renac.
- Edificio Salas.
- Edificio Sociedad de Obreros, Socorros Mutuos e Instrucción Primaria.
- Edificio Stepke.
- Edificio San José.
- Edificio San Martín.
- Edificio Sinegia.
- Edificio Telar.
- Edificio Teodoro Ribera.
- Edificio Torre Caupolicán.
- Edificio Vicuña Mackenna.
- Golden Plaza.
- Torre Borde Plaza.
- Torre Campanario.
- Torre de negocios EuroAmérica.
- Torre del Bosque.
- Torre Excel.
- Torre Germania.
- Torre Nueva O'Higgins.
- Torre Quattro.
- Torre Triourbano.
- Torre Uno.
- Vanguardia Center.